# Mathod
Mathod es una comuna suiza del cantón de Vaud, situada en el distrito de Jura-Nord vaudois. Limita al norte con la comuna de Champvent, al este con Suscévaz, al sureste con Épendes y Orbe, al sur con Valeyres-sous-Rances, y oeste con Rances.
La comuna formó parte hasta el 31 de diciembre de 2007 del distrito de Yverdon, círculo de Champvent.

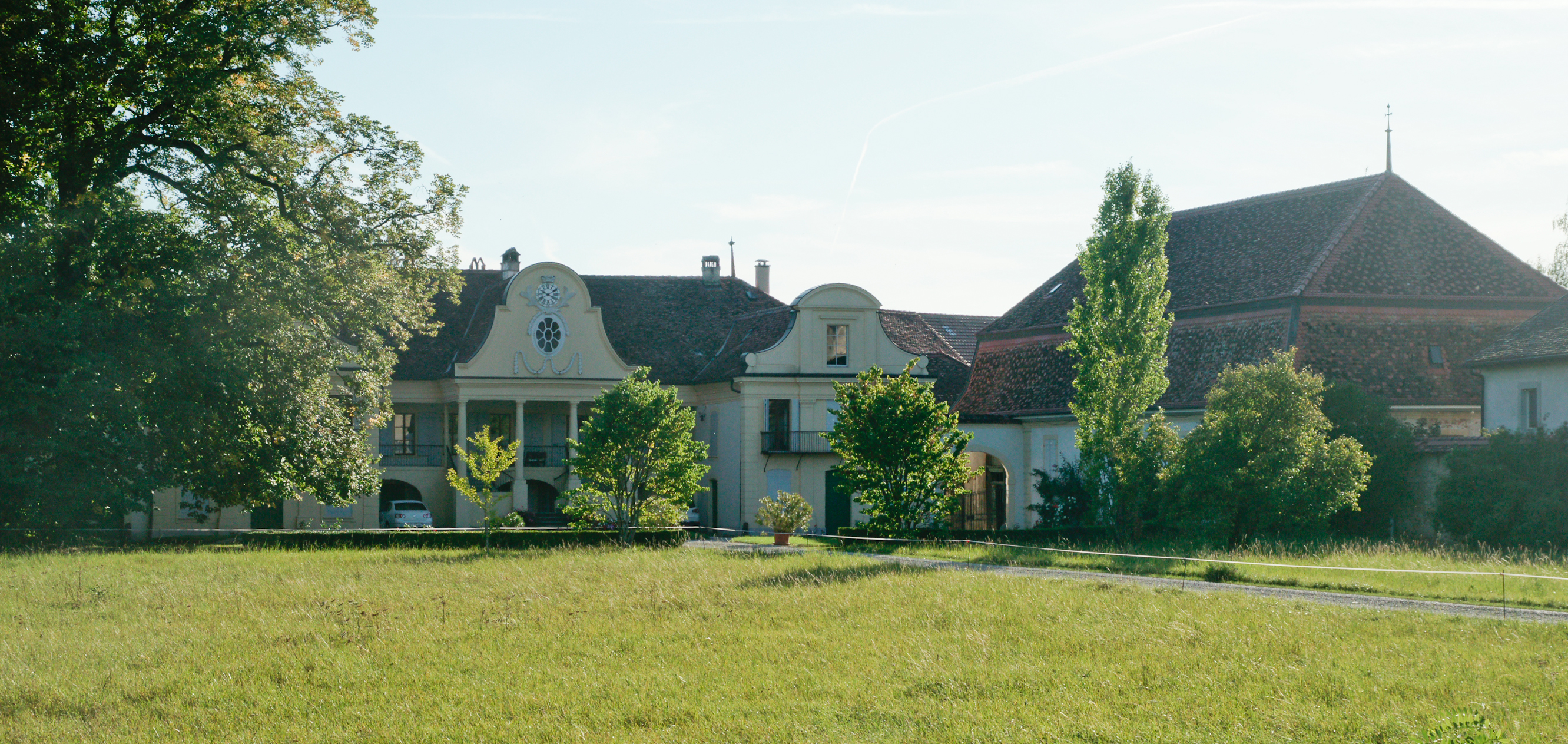
Castillo de Mathod.

## Enlaces externos

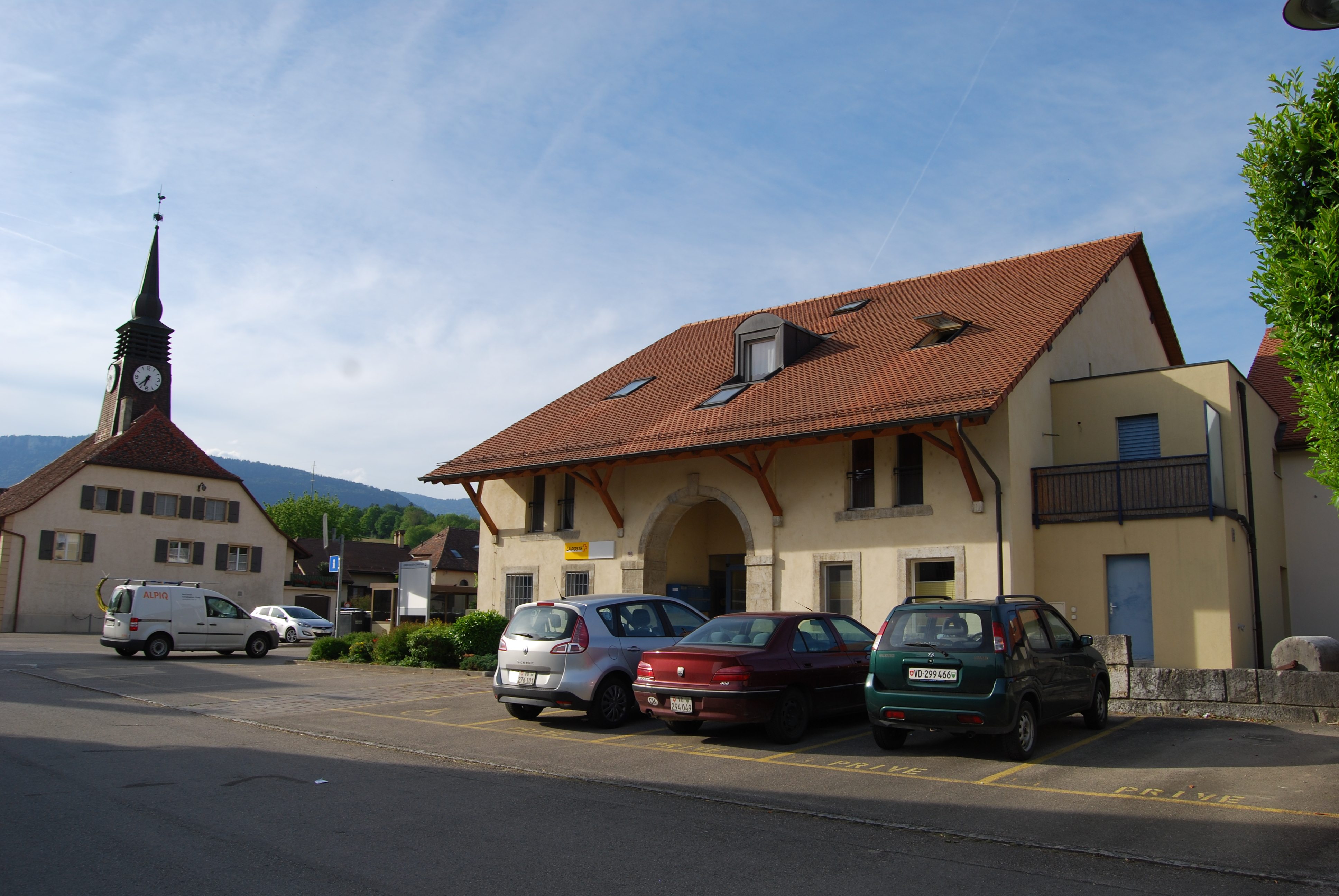
Mathod